# بورش 912
بورش 912 (بالإنجليزية: Porsche 912)‏ هي سيارة رياضية تم إنتاجها من قبل شركة بورش.